# Luniněc
Luniněc (bělorusky Лунінец, rusky Лунинец, polsky Łuniniec) je město v Brestské oblasti v Bělorusku a administrativní centrum Luniněckého rajónu. Nachází se 240 km východně od Brestu a 250 km jižně od Minsku. Je železničním uzlem na linkách směřujících na Baranavičy, Homel, Rivne a Brest.

## Historie
Město je poprvé zmíněno v historických pramenech v roce 1449 pod jménem Малы Лулін. Od roku 1540 známý jako Luniněc patřil polockému guvernéru Stanislavu Dovojnému. V roce 1588 měla obec 484 obyvatel, 74 domů a lihovar. V roce 1622 jeho majitel Constantine Dolmat daroval obec s klášterem Dzjatlavickému mužskému klášteru.
V roce 1793 se v důsledku druhého rozdělení Polska obec stala součástí Pinského újezdu Ruského impéria. Podle údajů z roku 1795 žilo v obci 624 obyvatel a bylo zde 75 domů. V roce 1842 byl majetek a pozemky převedeny do státní pokladny kláštera, obyvatelé se stali státními rolníky. V souvislosti s výstavbou Poleských železnic se počet obyvatel zvýšil — v roce 1897 zde žilo 3 167 obyvatel a stálo tady 855 dvorů. V provozu byly dva mlýny, veřejná škola a farní škola.
V únoru 1918 byla obec okupována Němci, v letech 1919—1939 bylo město součástí druhé Polské republiky a bylo centrem Luniněckého povětu Poleského vojvodství. V té době ve městě žilo něco málo přes 8 000 obyvatel. Byla dokončena stavba pravoslavného kostela svatého kříže, který působí dodnes. Také tu byl postaven kostel svatého Josefa.
V roce 1939 se v důsledku Sovětské invaze do Polska město stalo součástí Běloruské SSR. V té době zde žilo asi 8 300 obyvatel. Od 10. července 1941 do 10. července 1944 bylo město pod německou okupací. Bylo osvobozeno 23. a 55. oddílem Rudé armády.

## Znak
Ve středověku město nemělo znak ani vlajku, heraldické symboly získalo až v naší době. V modrém poli znaku jsou tři stříbrné symboly. Na vrchu se nachází koruna, která symbolizuje příslušnost ke knížecímu panství v období Litevského velkoknížectví. Uprostřed jsou umístěny dva protínajících se šípy, které znázorňují důležitost města jako železničního uzlu. Ve spodní části se nachází lilie, která připomíná přírodní bohatství Luniněckého rajónu, zejména Bílého jezera.

## Doprava
Na konci 19. století a na počátku století dvacátého se město stalo důležitým železničním uzlem. V letech 1884—1886 byly zavedeny vlakové spoje Homelu, Rivna, Vilna a Brestu. Nedaleko obce byl postaven velký železniční uzel se sklady, dílnami a ostatními budovami a byla postavena stanice.

## Ekonomika
Významnou roli v ekonomice města hraje železnice. Ve městě jsou tyto továrny: «Полесьеэлектромаш», РУВП «Лунінецкі рамонтна-механічны завод», «Лунинецкий молочный завод», ААТ «Лунінецлес», dřevozpracující závod a luniněcké RPO.

## Sport
V roce 2011 město otevřelo ledový palác (podobné arény byly dříve postaveny v Pružanech a Kobrynu). K dispozici je bazén, který byl otevřen v roce 2012. Město má sportovní klub «Лунинец» zaměřující se na motoball, který opakovaně zvítězil v mistrovství Evropy.

## Partnerská města
- Schenefeld, Německo
- Piława Górna, Polsko
- Polessk, Rusko
- Sredněachtubinský rajón, Rusko
- Limbaži, Lotyšsko